# تشخیص دوگانه

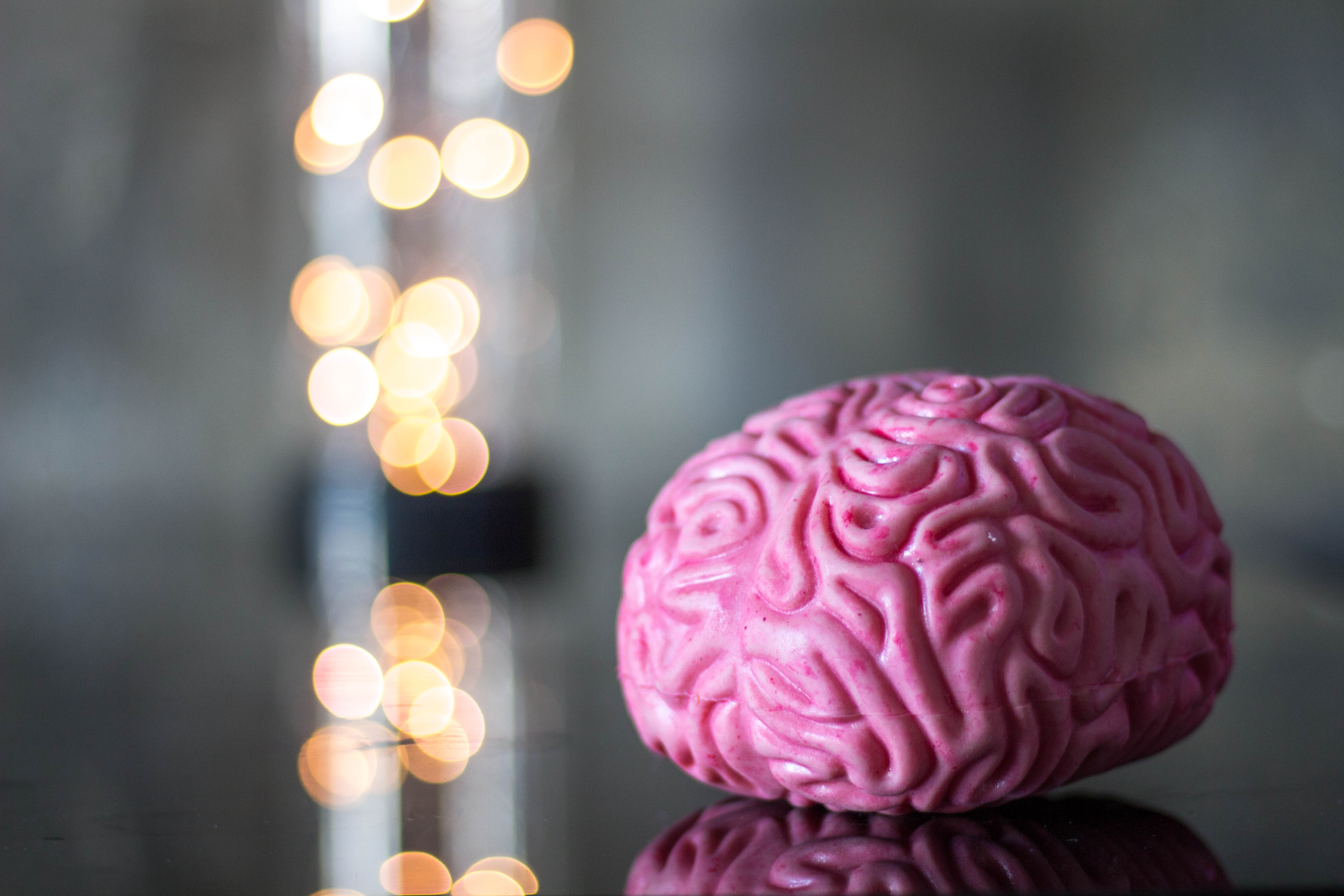
مغز...

عبارت تشخیص دوگانه برای توصیف شرایط همایندی مرضی شخصی که به بیماری روانی و سوء مصرف مواد دچار است، به کار می‌رود.